# Han Kwang-song
Han Kwang-song (en coreano: 한광성;  Pyongyang, 11 de septiembre de 1998) es un futbolista norcoreano. Juega como delantero en el 4.25 S. C. de la Liga de fútbol de Corea del Norte.

## Trayectoria
Se formó como jugador en el Chobyong norcoreano y en el Centro Europeo de Tecnofútbol de la Fundación Marcet de España.

### Cagliari Calcio
A pesar de estar en la agenda de varios equipos europeos como el Ajax, el Genk belga o la Associazione Calcio Firenze Fiorentina, ficha por el Cagliari Calcio, equipo de la primera división italiana.
Debutó el 2 de abril en un encuentro contra la U. S. Palermo, convirtiéndose en el primer jugador norcoreano en jugar en la Serie A. Una semana después marcó un gol en la derrota de su equipo por 2 a 3 contra el Torino.

### Perugia y Juventus
Antes del inicio de la temporada 2017-18 el jugador norcoreano fue cedido al equipo de la Serie B, donde llamó la atención de la Juventus. Sin embargo los turinenses lo enviaron a su equipo filial, la Juventus Sub-23, para disputar la temporada 2019-20 de la Serie C.

### Al-Duhail
Han fue transferido por la Juventus al club catarí Al-Duhail en enero de 2020. El acuerdo entre ambos clubes generó un conflicto internacional, ya que la ONU había emitido una resolución en 2017 indicando que para diciembre de 2019 todos los ciudadanos norcoreanos que se encontrasen trabajando en países extranjeros debían retornar a su patria. De todos modos continuó jugando en la Liga de fútbol de Catar y en la Liga de Campeones de la AFC hasta que las medidas impuestas para frenar la pandemia de COVID-19 lo forzaron a caer en la inactividad. 
A comienzos de 2021, finalmente, fue deportado de regreso a su país a través de la República Popular China. Sin embargo no pudo reingresar inmediatamente a Corea del Norte a causa de las estrictas medidas impuestas por el gobierno para evitar la circulación de aquello que fuese considerado un peligro para la seguridad nacional, motivo por el cual debió permanecer alrededor de dos años en la sede de la Embajada de Corea del Norte en China.

## Selección nacional
Han integró el combinado juvenil norcoreano que obtuvo el título en el Campeonato Sub-16 de la AFC 2014 disputado en Tailandia.
Hizo su debut con la selección absoluta en junio de 2017 en un partido amistoso ante su par de Catar.

## Estadísticas

### Clubes
Actualizado al último partido jugado el 25 de febrero de 2021.
| Club                              | País            | Año       | Partidos | Goles |
| --------------------------------- | --------------- | --------- | -------- | ----- |
| Cagliari Calcio                   | Italia          | 2017-2019 | 12       | 2     |
| A. C. Perugia Calcio (cedido)     | Italia          | 2017-2019 | 39       | 11    |
| Juventus de Turín sub-23 (cedido) | Italia          | 2019      | 17       | 1     |
| Al-Duhail S. C.                   | Catar           | 2020-2021 | 12       | 3     |
| 4.25 S. C.                        | Corea del Norte | 2023-     | ??       | ??    |

## Palmarés

### Títulos nacionales
| Título                  | Club            | País  | Año  |
| ----------------------- | --------------- | ----- | ---- |
| Liga de fútbol de Catar | Al-Duhail S. C. | Catar | 2020 |